# Emilio Thuillier
Emilio Thuillier Marín (Málaga, 4 de agosto de 1864-Madrid, 12 de julio de 1940) fue un actor español.

## Biografía
Trabajó con María Guerrero, Fernando Díaz de Mendoza o Margarita Xirgu y llegó a formar compañía con Rosario Pino. Se casó con la actriz cubana Hortensia Gelabert, con la que coincidió sobre los escenarios en los estrenos de La ciudad alegre y confiada (1916), de Jacinto Benavente o Una noche de primavera sin sueño (1927), de Enrique Jardiel Poncela, y entre otras obras estrenadas, cabe mencionar Realidad (1891), La de San Quintín (1894), Los condenados (1894), La fiera (1896), Alma y Vida (1902), Alceste (1914) y El tacaño Salomón (1916) —todas ellas de Benito Pérez Galdós—; Mariana (1892), de José de Echegaray, Juan José (1895), de Joaquín Dicenta, Las flores (1908), de los hermanos Álvarez Quintero, En Flandes se ha puesto el sol (1910) y El rey trovador (1911) —ambas de Eduardo Marquina—; El Alcázar de las perlas (1911), de Francisco Villaespesa, El nido ajeno (1894), La noche del sábado (1912), La Inmaculada de los Dolores (1918) y La honra de los hombres (1919), las cuatro de Jacinto Benavente, Malvaloca (1912), de los Quintero, Doña Desdenes (1912), de Manuel Linares Rivas, Mamá (1913), de Gregorio Martínez Sierra, La fuerza del mal (1914) y Fantasmas (1915), de Linares Rivas, La señorita de Trevélez (1916), que además le fue dedicada por el autor, Carlos Arniches, Febrerillo, el loco (1919), de los Quintero, Cuando los hijos de Eva no son los hijos de Adán (1931), de Jacinto Benavente, o Un adulterio decente (1935), de Enrique Jardiel Poncela.

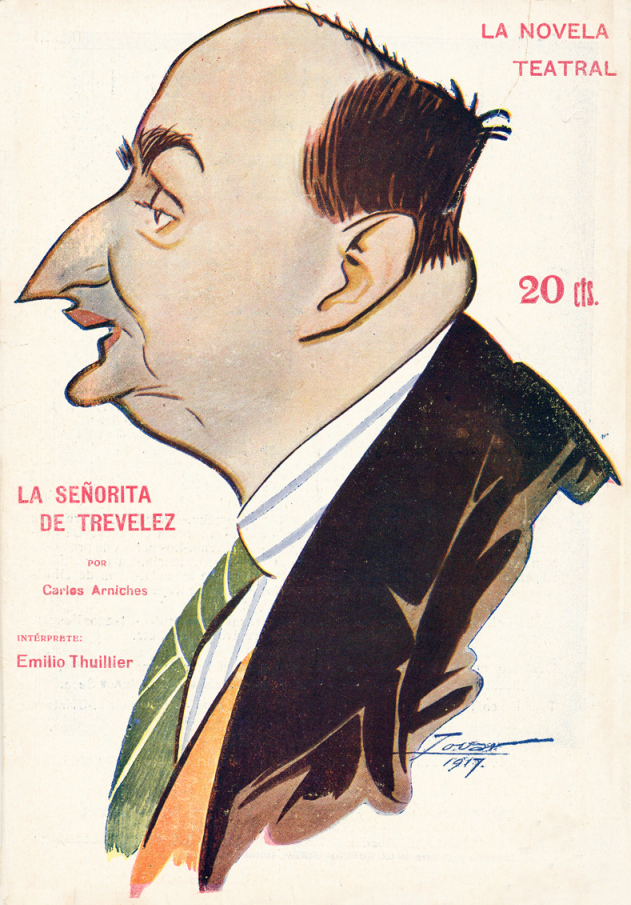
Caricaturizado por Tovar (1917)

Hizo dos incursiones en la gran pantalla, cuando intervino en las películas La madona de las rosas (1919) y La mala ley  (1924), de Manuel Noriega.

## Reconocimientos
Existe en Caravaca de la Cruz (Murcia) un teatro que lleva su nombre así como una calle en su ciudad natal.
En 1933, el Ayuntamiento de Málaga y la Academia de Bellas Artes le dedicaron una placa homenaje que fue colocada en la fachada del teatro Cervantes.